# مكتبة مصر العامة بالوادي الجديد
أكبر مكتبات محافظة الوادي الجديد ومن أهم فروع مشروع مكتبة مبارك العامة تقع في وسط مدينة الخارجة عاصمة المحافظة وفي متوسط الكتلة السكنية بالمدينة بشارع جمال عبد الناصر وتحيط بها مجموعه مدارس تمثل مختلف المراحل التعليمية.

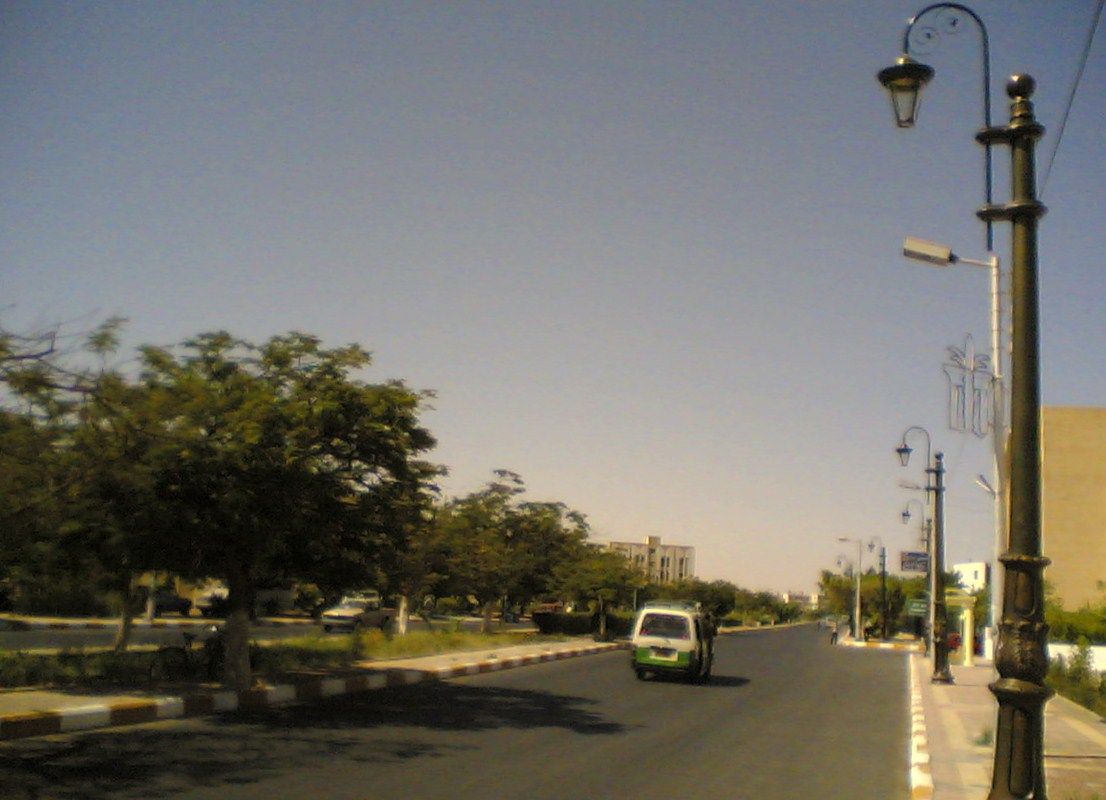
شارع جمال عبد الناصر إطلالة مكتبة مبارك

أفتتحت المكتبة بتاريخ 16/10/2003 بحضور سوزان مبارك وبتكلفة تزيد عن 2 مليون جنيه مصري وتبلغ المساحة الإجمالية للمكتبة حوالي 8,800 متر يشغل مبني المكتبة منها حوالي 1,132 متر وباقي المساحة عبارة عن مسطحات خضراء يوجد بها مجموعة بر جولات ومسرح روماني لاقامة الأنشطة المختلفة.
تم تقسيم قاعات المكتبة بشكل جيد فيوجد بها قاعة اطلاع للكبار وقاعة اطلاع للاطفال وقاعة كمبيوتر للكبار وقاعة كمبيوتر للاطفال وقاعة لذوى الاحتياجات الخاصة (المكفوفين) وقاعة متعدده الأنشطة ومكتبة الركن الأخضر ومكتبة البيئة بالإضافة لكافتيريا لخدمة الأعضاء. تضم المكتبة مجموعة متنوعة من أوعية المعلومات وقد بلغت المقتنيات عند الافتتاح حوالي 12 الف كتاب وجاري تزويد المكتبة بالكتب الحديثة في كافة مجالات المعرفة البشرية. تعمل المكتبة فترتين يومياً من الساعة 9- 2 ومن الساعة 6- 11 مساء والمكتبة مغلقة يوم الجمعة من كل اسبوع.